# Orthogastropoda
Orthogastropoda é uma das duas subclasses de gastrópodes. A outra subclasse denomina-se Eogastropoda.
Esta subclasse pode ser abreviadamente definida como aqueles gastrópodes que não são membros dos Patellogastropoda. Formam um clado, suportado por sinapomorfias não ambíguas. Estas sinapomorfias (uma série de características que aparecem nos seus membros mas não nas formas a partir das quais divergiram) são as características identificativas do clado.

## Características dos Orthogastropoda
Algumas das características são:
- Olhos com corpo vítreo, em pedúnculos.
- Mandíbulas pares
- Rim único, do lado direito do pericárdio
- Rádula flexiglossa (com membrana radular flexível)
- Osfrádio único
- Zonas laterais ciliadas do osfrádio
- Glândula hipobranquial esquerda, única.
- Ctenídeo único

## Taxonomia
Esta taxonomia ainda está sob revisão.
- Superordem Cocculiniformia Haszprunar, 1987
  - Superfamília Cocculinoidea Dall, 1882
  - Superfamília Lepetelloidea Dall, 1882
- Superordem N.N. ("Hot Vent Taxa") incertae sedis
  - Ordem Neomphaloida Sitnikova & Starobogatov, 1983
    - Superfamília Neomphaloidea McLean, 1981
    - Superfamília Peltospiroidea McLean, 1989
- Superordem Vetigastropoda Salvini-Plawen, 1989
  - Superfamília Fissurelloidea Flemming, 1822
  - Superfamília Haliotoidea  Rafinesque, 1815
  - Superfamília Lepetodriloidea McLean, 1988
  - Superfamília Pleurotomarioidea Swainson, 1840
  - Superfamília Seguenzioidea Verrill, 1884
  - Superfamília Trochoidea Rafinesque, 1815
- Superordem Neritaemorphi Koken, 1896 
  - Ordem Neritopsina Cox & Knight, 1960
    - Superfamília Neritoidea  Lamarck, 1809
- Superordem Caenogastropoda Cox, 1960 
  - Ordem Architaenioglossa Haller, 1890
    - Superfamília Ampullarioidea  J.E. Gray, 1824
    - Superfamília Cyclophoroidea  J.E. Gray, 1847

  - Ordem Sorbeoconcha Ponder & Lindberg, 1997
    - Subordem Hypsogastropoda Ponder & Lindberg, 1997 
      - Infraordem Littorinimorpha Golikov & Starobogatov, 1975
        - Superfamília Calyptraeoidea  Lamarck, 1809
        - Superfamília Capuloidea J. Fleming, 1822
        - Superfamília Carinarioidea Blainville, 1818
        - Superfamília Cingulopsoidea Fretter & Patil, 1958
        - Superfamília Cypraeoidea Rafinesque, 1815 (cowries)
        - Superfamília Ficoidea Meek, 1864
        - Superfamília Laubierinoidea Warén & Bouchet, 1990
        - Superfamília Littorinoidea (Children), 1834
        - Superfamília Naticoidea Forbes, 1838
        - Superfamília Rissooidea  J.E. Gray, 1847
        - Superfamília Stromboidea Rafinesque, 1815
        - Superfamília Tonnoidea Suter, 1913
        - Superfamília Trivioidea Troschel, 1863
        - Superfamília Vanikoroidea  J.E. Gray, 1840
        - Superfamília Velutinoidea  J.E. Gray, 1840
        - Superfamília Vermetoidea Rafinesque, 1815
        - Superfamília Xenophoroidea Troschel, 1852

      - InfraOrdem Neogastropoda Thiele, 1929
        - Superfamília Buccinoidea
        - Superfamília Cancellarioidea Forbes & Hanley, 1851
        - Superfamília Conoidea Rafinesque, 1815
        - Superfamília Muricoidea Rafinesque, 1815

      - Infraordem Ptenoglossa J.E. Gray, 1853
        - Superfamília Eulimoidea Philippi, 1853
        - Superfamília Janthinoidea Lamarck, 1812
        - Superfamília Triphoroidea J.E. Gray, 1847

    - Subordem Discopoda P. Fischer, 1884 
      - Superfamília Campaniloidea Douvillé, 1904
      - Superfamília Cerithioidea Férussac, 1822

    - Subordem Murchisoniina Cox & Knight, 1960
      - Superfamília Loxonematoidea Koken, 1889
- Superordem Heterobranchia J.E. Gray, 1840 
  - Ordem Heterostropha P. Fischer, 1885 
    - Superfamília Architectonicoidea  J.E. Gray, 1840
    - Superfamília Omalogyroidea G.O. Sars, 1878
    - Superfamília Pyramidelloidea  J.E. Gray, 1840
    - Superfamília Rissoelloidea  J.E. Gray, 1850
    - Superfamília Valvatoidea  J.E. Gray, 1840

  - Ordem Opisthobranchia Milne-Edwards, 1848 
    - Subordem Nudibranchia Blainville, 1814
      - InfraOrdem Anthobranchia Férussac, 1819
        - Superfamília Doridoidea Rafinesque, 1815
        - Superfamília Doridoxoidea Bergh, 1900
        - Superfamília Onchidoridoidea Alder & Hancock, 1845
        - Superfamília Polyceroidea Alder & Hancock, 1845

      - Infraordem Cladobranchia Willan & Morton, 1984
        - Superfamília Aeolidioidea  J.E. Gray, 1827
        - Superfamília Arminoidea Rafinesque, 1814
        - Superfamília Dendronotoidea Allman, 1845
        - Superfamília Metarminoidea Odhner in Franc, 1968

    - Subordem Anaspidea P. Fischer, 1883
      - Superfamília Akeroidea  Pilsbry, 1893
      - Superfamília Aplysioidea   Lamarck, 1809

    - Subordem Cephalaspidea P. Fischer, 1883
      - Superfamília Acteonoidea  D'Orbigny, 1835
      - Superfamília Bulloidea  Lamarck, 1801
      - Superfamília Cylindrobulloidea  Thiele, 1931
      - Superfamília Diaphanoidea  Odhner, 1914
      - Superfamília Haminoeoidea  Pilsbry, 1895
      - Superfamília Philinoidea  J.E. Gray, 1850
      - Superfamília Ringiculoidea Philippi, 1853

    - Subordem Gymnosomata Blainville, 1824
    - Subordem Notaspidea P. Fischer, 1883
      - Superfamília Pleurobranchoidea Férussac, 1822
      - Superfamília Tylodinoidea  J.E. Gray, 1847

    - Subordem Sacoglossa Von Ihering, 1876
      - Superfamília Oxynooidea H. & A. Adams, 1854

    - Subordem Thecosomata Blainville, 1824
      - InfraOrdem Euthecosomata
        - Superfamília Limacinoidea
        - Superfamília Cavolinioidea

      - Infraordem Pseudothecosomata
        - Superfamília Peraclidoidea
        - Superfamília Cymbulioidea

  - Ordem Pulmonata Cuvier in Blainville, 1814
    - Subinfraordem Orthurethra
      - Superfamília Achatinelloidea Gulick, 1873
      - Superfamília Cochlicopoidea Pilsbry, 1900
      - Superfamília Partuloidea Pilsbry, 1900
      - Superfamília Pupilloidea Turton, 1831

    - Subinfraordem Sigmurethra
      - Superfamília Acavoidea Pilsbry, 1895
      - Superfamília Achatinoidea Swainson, 1840
      - Superfamília Aillyoidea Baker, 1960
      - Superfamília Arionoidea  J.E. Gray in Turnton, 1840
      - Superfamília Buliminoidea Clessin, 1879
      - Superfamília Camaenoidea Pilsbry, 1895
      - Superfamília Clausilioidea Mörch, 1864
      - Superfamília Dyakioidea Gude & Woodward, 1921
      - Superfamília Gastrodontoidea Tryon, 1866
      - Superfamília Helicoidea Rafinesque, 1815
      - Superfamília Helixarionoidea Bourguignat, 1877
      - Superfamília Limacoidea Rafinesque, 1815
      - Superfamília Oleacinoidea H. & A. Adams, 1855
      - Superfamília Orthalicoidea Albers-Martens, 1860
      - Superfamília Plectopylidoidea Moellendorf, 1900
      - Superfamília Polygyroidea Pilsbry, 1894
      - Superfamília Punctoidea Morse, 1864
      - Superfamília Rhytidoidea Pilsbry, 1893
      - Superfamília Sagdidoidera Pilsbry, 1895
      - Superfamília Staffordioidea Thiele, 1931
      - Superfamília Streptaxoidea  J.E. Gray, 1806
      - Superfamília Strophocheiloidea Thiele, 1926
      - Superfamília Trigonochlamydoidea Hese, 1882
      - Superfamília Zonitoidea Mörch, 1864

    - Infraordem Acteophila Dall, 1885
      - Superfamília Melampoidea Stimpson, 1851

    - Infraordem Trimusculiformes Minichev & Starobogatov, 1975
      - Superfamília Trimusculoidea Zilch, 1959

    - Infraordem Stylommatophora A. Schmidt, 1856
    - Subordem Basommatophora Keferstein in Bronn, 1864
      - Superfamília Acroloxoidea Thiele, 1931
      - Superfamília Amphiboloidea J.E. Gray, 1840
      - Superfamília Chilinoidea H. & A. Adams, 1855
      - Superfamília Glacidorboidea Ponder, 1986
      - Superfamília Lymnaeoidea Rafinesque, 1815
      - Superfamília Planorboidea Rafinesque, 1815
      - Superfamília Siphonarioidea  J.E. Gray, 1840

    - Subordem Eupulmonata Haszprunar & Huber, 1990
    - Subordem Systellommatophora Pilsbry, 1948
      - Superfamília Onchidioidea Rafinesque, 1815
      - Superfamília Otinoidea H. & A. Adams, 1855
      - Superfamília Rathouisioidea Sarasin, 1889